# Paraprotis dendrova
Paraprotis dendrova är en ringmaskart som beskrevs av Uchida 1978. Paraprotis dendrova ingår i släktet Paraprotis och familjen Serpulidae. Inga underarter finns listade i Catalogue of Life.